# Phanerotoma somaliae
Phanerotoma somaliae är en stekelart som beskrevs av Masi 1943. Phanerotoma somaliae ingår i släktet Phanerotoma och familjen bracksteklar. Inga underarter finns listade i Catalogue of Life.